# Coppo di Marcovaldo
Coppo di Marcovaldo (1225? - 1276?) byl florentinský malíř z poloviny 13. století. Jeho schopnost spojovat v umění styl italský a byzantský měl velký vliv na další generace italských umělců.

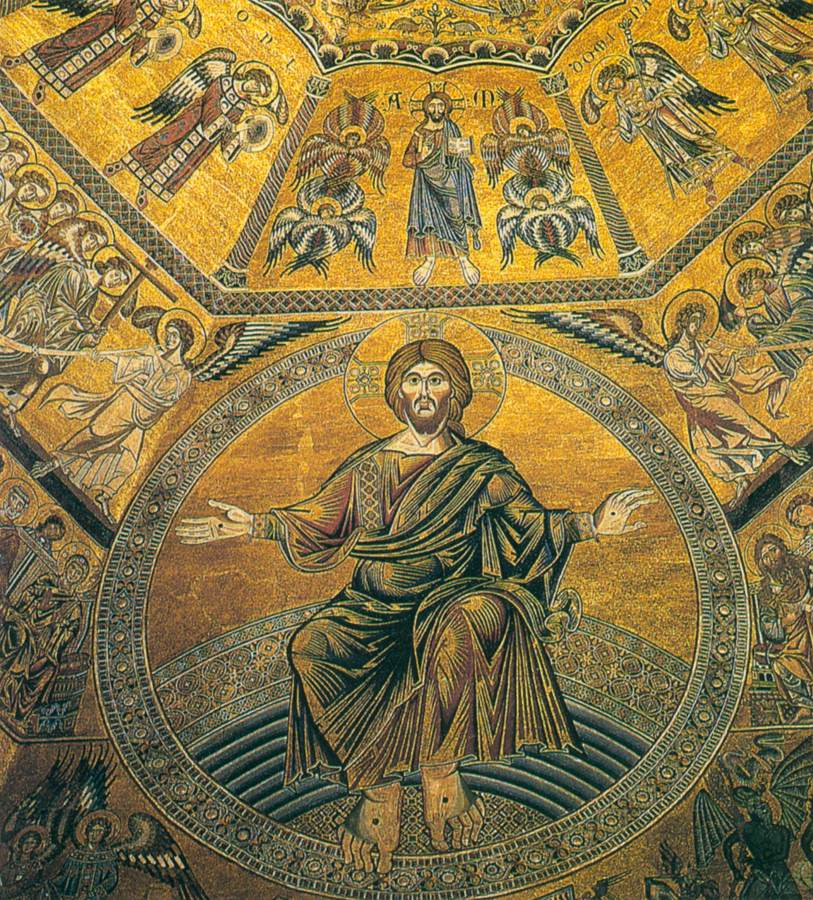
Přisuzováno Coppo di Marcovaldo – Mozaika na klenbě (Detail Krista), 2. pol 13. století, Baptisterium San Giovanni, Florencie

## Životopis

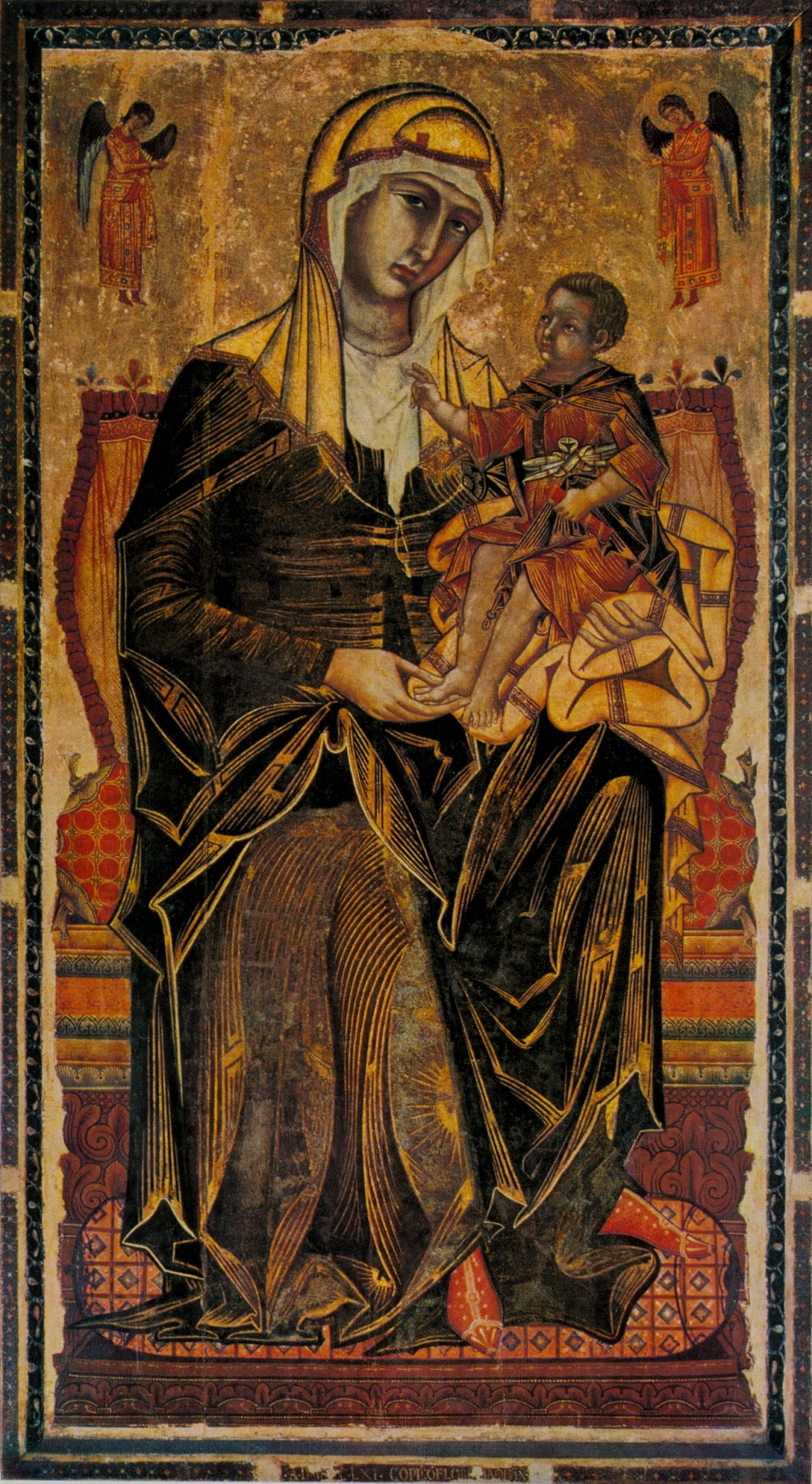
Coppo di Marcovaldo Madonna del Bordone, 1261, malba na panelu, Siena, Chiesa dei servi

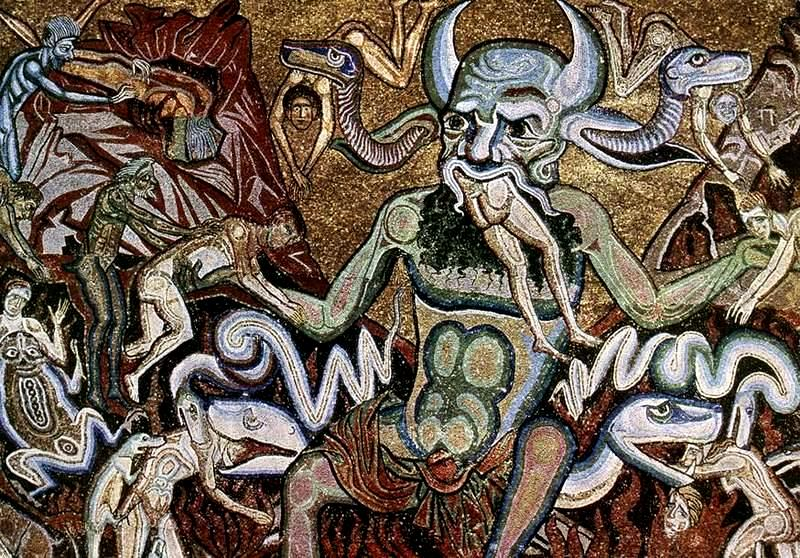
Mozaika na klenbě (Detail scény pekla), 1301, Baptisterium San Giovanni, Florencie

Je jedním z nejznámějších umělců ze společnosti Duecento a je jedním z umělců jehož jméno a dílo jsou dobře zdokumentovány. Jeden z prvních odkazů na Coppa se nalezl v Knize z Montaperti, kde je jeho jméno uvedeno mezi vojáky Florencie během války se Sienou, která skončila bitvou u Montaperti 4. září 1260. Historikové se dohadují, že Coppo byl zajat a jako vězeň byl držen v Sieně v kostele Servi. Byl zde ještě v roce 1261, kdy na objednávku řádu Servitů namaloval pro baziliku Santa Maria dei Servi v Sieně své nejznámější dílo The Madonna del Bordone (The Madonna of the pilgrim's staff). Vzhledem k předpokladu, že Coppo byl válečným zajatcem, naskýtá se otázka, proč byl florentinský umělec vyzván k vytvoření malby pro Sienu tak důležité. Je pravděpodobné, že Coppo byl již velmi známý a vysoce hodnocený umělec, neboť zakázku dostal za pouhý rok od konfliktu mezi Florencií a Sienou.

## Madonna del Bordone
Madonna del Bordone je panelová malba italského malíře Coppo di Marcovaldo v kostele Santa Maria dei Servi v italské Sieně, která je jediným jeho dochovaným dílem, kde o autorství není pochyb. Panuje důvěryhodný názor, že jeho podpis a datum byly stále viditelné na malbě ještě kolem roku 1625. Podpis a datum pocházely z roku 1261, tedy rok poté, co byl zajat v bitvě Montaperti v roce 1260 a tímto způsobem nejspíše zaplatil výkupné. Namaloval Madonu se svatozáří, sedící na trůně mezi dvěma anděly, dítě na jejím klíně drží v levé ruce Knihu zákona a pravou rukou se dotýká Madonny v žehnajícím gestu. Hlavy byly v následujícím roce domalovány místním umělcem, který přidal styl sfumato, ovlivněný Duccio di Buoninsegna, ale byl odlišný od stylu malíře Coppa. Röntgenové analýzy ukázaly, že původní hlavy mají charakteristický, poněkud strohý Coppův styl. Obraz je na svou dobu neobvykle velký, měří 220 cm x 125 cm. Na rozdíl od některých prací Coppových současníků, například Margaritone d'Arezza (Margarito or Margaritone d'Arezzo, kolem 1250–1290), na Coppově malbě dítě hledí na svou matku s něžným výrazem, jehož cílem je humanizovat jeho božský status, ale možná také reprezentovat lásku dítěte ke katolické církvi, kterou symbolizuje Madonna. Postoj obou postav je typický pro byzantský styl malby. Historické oblečení je na rozdíl od tradičního byzantského umění severského původu a možná je tento styl použit v toskánské malbě poprvé. Také se zde poprvé v toskánském umění objevuje řada ikonografických prvků. Holé paže a nohy dítěte, gesto Panny Marie s pravou nohou jejího dítěte, styl oděvu dítěte a tkanina, na níž dítě sedí, to vše poukazuje na Kristovo utrpení a spojení s Pannou Marií, což byla témata velmi důležitá pro řád Servite. Rozsáhlé zlacení bylo použito také na zlatém listovém pozadí, což je typické pro sienský styl. Ve své práci používal metodu tecnica a velatura. Začal tím, že položil nejčistší barvy, které byly poté pokryty tónovanými laky a glazurami, čímž napomáhal vytvářet dojem objemu.

## Styl
Je zřejmé, že tento florentský umělec studoval v Sieně. Jeho kompozice prostoru, póz, gest a zájem o různé textury – všechny tyto prvky pocházejí ze Sienského stylu. Byl silně ovlivněn také byzantským stylem charakterizovaným důrazem na světlo, stín a objem. Kombinace těchto prvků napomáhaly vytvářet iluzi životnosti. Kompozice a způsob zobrazení výšivky na oděvu, jak je vidět v objemné a ztuhlé pletené látce v Madonna del Bordone, připomíná románské sochařské postavy.

## Poznámka
1. ↑  Guelphové a Ghibellinové byly soupeřícími frakcemi, které bojovaly o převzetí moci v Itálii ve 12. a 13. století. Bitva u Montaperti v Toskánsku probíhala 4. září 1260. Byla to nejkrvavější bitva ve středověké Itálii s více než 10 000 mrtvých. Účinek zrady během bitvy zaznamenává i Dante Alighieri v sekci Inferno Božské komedie.